# イラン系民族
イラン系民族（イランけいみんぞく、Iranian peoples）とは、インド・ヨーロッパ語族イラン語派の言語を話す民族の総称である。

## 概説
イラン祖語はインド・ヨーロッパ語族の下位言語として中央アジアにおいて紀元前2千年紀に誕生したと考えられる。紀元前1000年紀に分布が最大になった時には、イラン系民族の分布範囲はイラン高原を超えて西はハンガリー平原、東はオルドス平原に至るユーラシア・ステップ全域に及んだ 。
当時は西イラン語群系のペルシャ帝国が古代史において覇権を握っており、文化的に大きな影響を残した。東イラン語群系の遊牧民はステップの騎馬文化やシルクロードにおいて大きな役割を果たした。古代のイラン系民族にはアラン人、バクトリア人、ダアイ、マッサゲタイ、メディア人、ホラズム、パルティア、サカ族、サルマタイ、スキタイ、ソグド人などが含まれる。
紀元後1000年までに、イラン系民族の分布域は、スラヴ系民族、ラテン系民族、ゲルマン系民族、アラブ系民族、テュルク系民族、モンゴル系民族、チベット系民族の拡大にとって代わられるかたちで減少していき、多くはスラヴ化した 。現在のイラン系民族はアゼルバイジャン人、バロチ族、クルド人、ロル族、オセット人、タート人、パシュトゥーン人、パミール人、ペルシャ人、タジク人などが含まれる。現在の分布域はイラン高原からコーカサス、新疆にかけてである。

## 遺伝子
イラン系民族に関連するY染色体ハプログループとしてR-Z94が想定される。